# Penstemon barbatus
Espèce
Penstemon barbatus  est une espèce de plantes de la famille des Plantaginacées, originaire d'Amérique du Nord. Elle est connue sous le nom de                   Beardlip penstemon en anglais.

## Description
Cette espèce est pérenne et peut atteindre 1m de haut. Elle fleurit de mai à juin.